# Desi van Doeveren
Desi van Doeveren (Leiden, 4 april 1990) is een Nederlandse (stem)actrice en zangeres.

## Carrière
Van Doeveren studeerde aan het Rotterdamse conservatorium en nam deel aan The voice of Holland. Nadien is zij voornamelijk actief in het muziektheater en speelde onder meer in Alex Klaasens Showponies 2 en in Woef Side Story.
Van Doeveren is te zien in meerdere seizoenen van het Sinterklaasjournaal (aanvankelijk Nieuwe Piet, later Oepsiepiet) en is ook bekend van haar stemmenwerk.

### Stemmen in nasynchronisaties
- 2013-heden: PAW Patrol als Rubble
- 2014: Big Hero 6 als Go Go Tomago
- 2016: Zootropolis als Gazelle
- 2016-2018: Skylanders Academy als Stealth Elf
- 2017: Cars 3 als Cruz Ramirez
- 2017-2021: DuckTales als Webby
- 2018: Ralph Breaks the Internet als Show Host
- 2019: Aladdin als prinses Jasmine
- 2019: Frozen II als Honeymaren
- 2021: PAW Patrol: The Movie als Rubble
- 2021: PAW Patrol: Grand Prix als Rubble
- 2021-heden: Centaurwereld als Paard
- 2022: Cars on the Road als Cruz Ramirez
- 2022: Zootropolis+ als Gazelle, Molly Hopps en Christine
- 2022: Klara en de Gekke Koeien als Klara
- 2023: Ladybug en Cat Noir: De film als tweede stem van Marinette Dupain-Cheng[5]
- 2023: PAW Patrol: The Mighty Movie als Rubble

## Privé
Van Doeveren had 4,5 jaar een relatie met Guido Spek.